# Hamblain-les-Prés
Hamblain-les-Prés é uma comuna francesa na região administrativa de Altos da França, no departamento de Pas-de-Calais. Estende-se por uma área de 4,87 km². Em 2010 a comuna tinha 503 habitantes (densidade: 103,3 hab./km²).